# Jean-Pierre Luminet

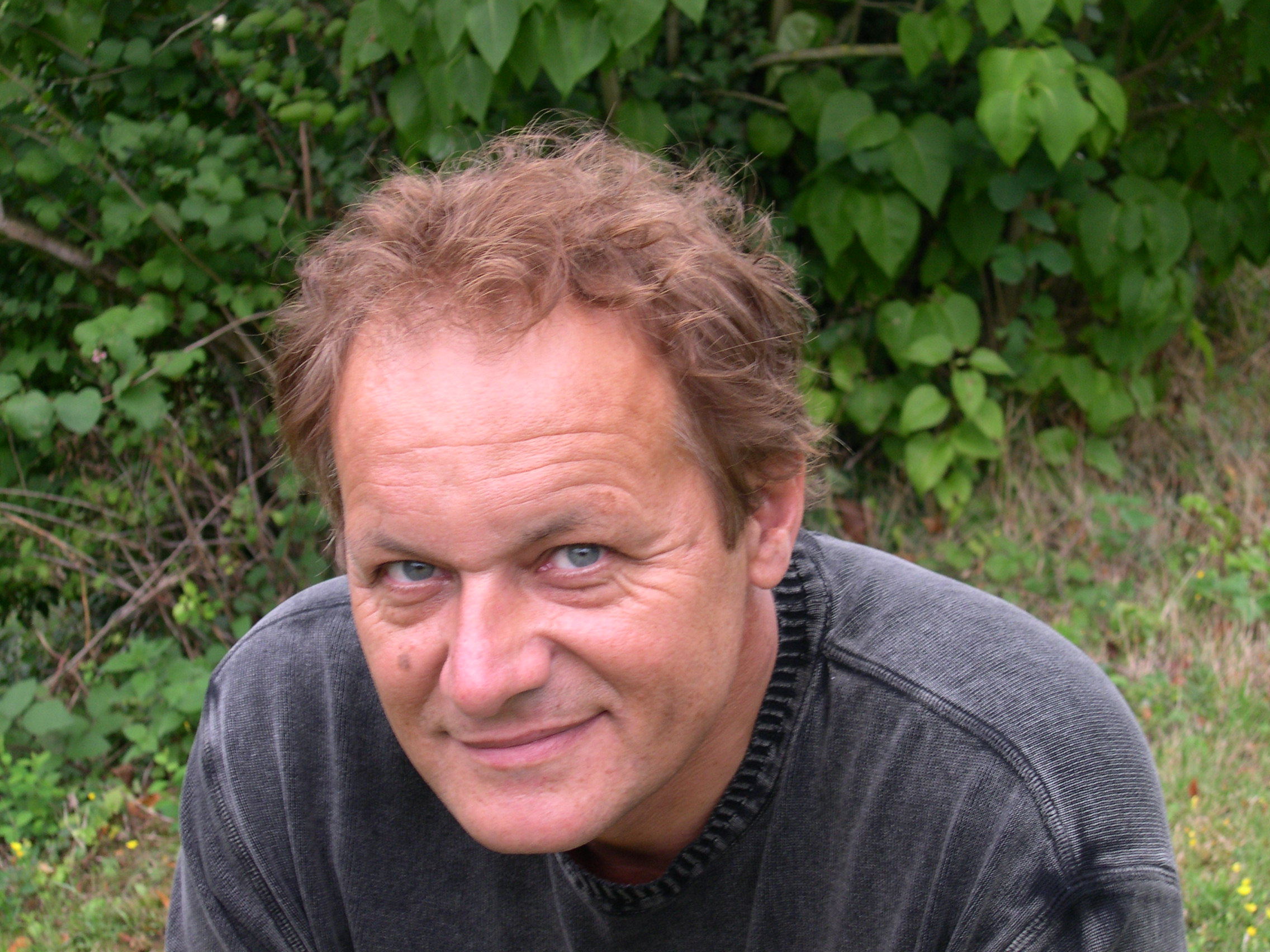
Luminet 2004

Jean-Pierre Luminet (* 3. Juni 1951 in Cavaillon) ist ein französischer Astronom und Astrophysiker und Schriftsteller. Er ist Forschungsdirektor des CNRS am Observatorium von Paris-Meudon und dort am Laboratoire Univers et Théories (LUTH).
Luminet war 1979 ein Pionier in der Berechnung von Gravitationslinseneffekten von Schwarzen Löchern und untersuchte 1982 mit Brandon Carter die Zerstörung von Sternen durch Gezeitenkräfte in der Nähe supermassiver Schwarzer Löcher mit der Ableitung von Signaturen, die 2004 durch den Chandra- und den XMM-Röntgensatelliten bestätigt wurden. Seit den 1990er Jahren befasst er sich mit der Topologie des Universums und Methoden, aus CMB-Daten darauf Rückschlüsse zu ziehen. Dabei arbeitete er mit Marc Lachièze-Rey, Jeffrey Weeks, Jean-Philippe Uzan und anderen zusammen. 2003 schlug er mit Weeks, Uzan u. a. in diesem Zusammenhang aus WMAP-Daten eine Dodekaeder-Topologie vor (nach dem Modell von Henri Poincaré).
Er ist Autor vieler populärwissenschaftlicher Bücher, auch zur Geschichte der Kosmologie. Er schrieb auch Romane und Gedichte.
1999 erhielt er den Prix Georges Lemaître, 2006 den Prix Paul Doistau-Émile Blutet de l’Information Scientifique und 2021 sowohl den Kalinga-Preis der UNESCO als auch den Jules-Janssen-Preis der Société astronomique de France. Der Asteroid 5523 Luminet ist nach ihm benannt.

## Schriften
Populärwissenschaftlich:
- mit anderen Aux confins de l’Univers 1987
- Les Trous Noirs, Paris, Belfond 1987
  - deutsche Übersetzung: Schwarze Löcher, Vieweg 1997
  - englische Übersetzung: Black Holes, Cambridge University Press 1992
- mit anderen: Le Grand Atlas de l’Astronomie, 1994
- mit Marc Lachièze-Rey La Physique et l’infini, 1994
- mit anderen Du Big Bang à demain 1997
- Noir soleil, Paris, Cherche midi 1993
- mit Serge Brunier: Eclipses, les rendez-vous célestes, 1999
  - Englische Übersetzung: Glorious Eclipses: their past, present and future, Cambridge University Press 2000
- Le Feu du ciel: météores et astéroïdes tueurs, Paris, Cherche midi 2002
- L’invention du Big Bang, Vorwort zu Essais de cosmologie, Sources de savoir 2004 (Reprint von Aufsätzen von Alexander Alexandrowitsch Friedmann, Georges Lemaître)
- L’Univers chiffonné, Fayard 2001, 2005
  - Englische Übersetzung: The wraparound universe, A. K. Peters 2008
- mit Marc Lachièze-Rey De l’infini: mystères et limites de l’univers , Dunod 2005
- mit Lachièze-Rey: Figures du ciel: de l’harmonie des sphères à la conquête spatiale, Seuil 1998
  - Englische Übersetzung: Celestial treasury: from the music of the spheres to the conquest of space, Cambridge University Press 2001
- Le destin de l’univers: Trous noirs et énergie sombre, Fayard 2006
- mit Élisa Brune: Bonnes nouvelles des étoiles, Paris, Odile Jacob 2009
- Illuminations: cosmos et esthétique, Paris, Odile Jacob 2011
- Astéroïdes: la terre en danger: fin du monde, les vraies raisons, Paris, Cherche midi 2012

Einige Aufsätze:
- A cosmic hall of mirrors, Physics World, 18, 2005, 22-28
- Black holes. A general introduction, in Hehl, Kiefer, Metzler (Hrsg.), Black Holes, Springer Verlag 1998

Romane:
- Rendezvous mit Venus oder die Liebe zur Astronomie, C. H. Beck 2005 (Roman um die Beobachtung des Venustransits 1761)
- Alexandria – Roman einer Bibliothek, dtv 2005